# 青柳嘉代
青柳 嘉代（あおやぎ かよ、1981年9月21日 - ）は、元東日本放送（KHB）のアナウンサー、フリーアナウンサー。

## 来歴
長崎県生まれの宮城県仙台市育ち。宮城県第一女子高等学校（現・宮城県宮城第一高等学校）時代にスカウトされ、ファッションスタジオ・モデルエージェンシー（仙台市）に所属。2005年（平成17年）に桜美林大学国際学部卒業後、東日本放送（仙台市）に入社。2008年（平成20年）10月末退社。仙台七夕まつりでは地元出身アナとして浴衣を来て毎年中継を担当していた。同年6月14日に発生した岩手・宮城内陸地震では、スタジオキャスターとして地震に関するニュースを全国へ伝えた。
2009年（平成21年）6月21日より、東京ドームの巨人戦の開場前に、チームヴィーナスとともに行われるジャイアンツファンイベント「ステージG-KING」のMCとして活動。
既婚者。2010年（平成22年）9月27日、日テレNEWS24キャスター日記にて自身が妊娠していることを発表した。

## 東日本放送在籍時の出演番組
- スーパーJチャンネルみやぎメインキャスター
  - 『わたしカヨってます』（スーパーJチャンネルみやぎで不定期に放送していたコーナー。青柳アナがフラダンスやフラワー・アレンジメントなど様々なことに挑戦する。）
  - 『宮城さきてけさいん』（仙台・宮城デスティネーションキャンペーン応援番組）
- KHBニュース
- KHBお天気情報
- プリーズ!ぐりりパーク
- 杜の旅行社（ナレーション、オープニング出演、2007年『特撰杜の旅行社』ナビゲーター）
- 全国おもしろニュースグランプリ（2005年女子アナ対抗クイズでは特上アナとして出演。2006年よくできました映像部門賞）
- 熱闘甲子園（2007年）
- せんだいツウ（2008年）
- 裏影
- 週刊ことばマガジン

## フリー転向後の仕事
- 2009年 - 富士通製品案内映像出演
- 2009年 - 日本テレビ「女神のマルシェ」（リポーター・プレゼンター）
- 2009年8月30日 24時間テレビ 住友生命インフォマーシャル
- 2009年10月 -  朝日放送ドラマアンタッチャブル　「テレビ国民」アナウンサー役
- 2009年11月 -  NNN Newsリアルタイム「特集」リポーター
- 2010年4月 -  news every.「特集」リポーター
- 2010年4月 - 9月末 日テレNEWS24キャスター

現在、産休中である。

## 講師活動・その他
- 2011年7月 多摩美術大学にてゲスト講師（同大学教授 佐藤達郎の「広告表現論」「広告コンセプト」にて）
- 2013年より松竹芸能タレントスクール東京校講師